# Sosednja ulomka
Sosédnja ulómka sta v matematiki dva ulomka a/b in c/d, a/b > c/d, kjer so a, b, c in d pozitivna cela števila, če je njuna razlika nek enotski ulomek 1/n, n > 0 in se lahko zapiše:
{\displaystyle {\frac {a}{b}}-{\frac {c}{d}}={\frac {1}{n}}\!\,.}
Dva prava ulomka in enotska ulomka 1/11 in 1/12 sta sosednja, ker velja:
{\displaystyle {\frac {1}{11}}-{\frac {1}{12}}={\frac {1}{132}}\!\,.}
1/17 in 1/19 nista sosednja, saj velja:
{\displaystyle {\frac {1}{17}}-{\frac {1}{19}}={\frac {2}{323}}\!\,.}
Ni seveda nujno, da sta dva ulomka oba prava ulomka:
{\displaystyle {\frac {20}{19}}-{\frac {19}{19}}={\frac {1}{19}}\!\,,}
ali oba enotska ulomka:
{\displaystyle {\frac {3}{4}}-{\frac {2}{3}}={\frac {1}{12}}\!\,.}
Vsi zaporedni členi Fareyjevega zaporedja Fn stopnje n so vedno sosednji ulomki. V prvem Fareyjevem zaporedju F1 stopnje 1 sta le dva sosednja ulomka, namreč 1/1/ in 0/1.
Sosednji enotski ulomki so lahko v mnogih egipčanskih ulomkih:
{\displaystyle {\frac {1}{70}}+{\frac {1}{71}}={\frac {141}{4970}}\!\,.}